# Amata nigricornis
Amata nigricornis is een vlinder uit de familie van de spinneruilen (Erebidae), onderfamilie beervlinders (Arctiinae). De wetenschappelijke naam van de 
soort is voor het eerst geldig gepubliceerd in 1883 door Alpheraky.
Deze nachtvlinder komt voor in Europa.